# Планета динозавров (телесериал)
«Плане́та диноза́вров» — шестисерийный документальный телесериал производства компании Би-би-си, рассказывающий о жизни динозавров. Появился на телеэкранах в сентябре 2011 года. Также имеется переделанный полнометражный фильм.

## Серии

### Затерянный мир (Lost World)
95 миллионов лет назад, средний Меловой период, Египет.
Рассказывается о доисторических хищниках Северной Африки. Спинозавр наводит ужас на стада уранозавров. Но он не единственный хищник в округе. Кархародонтозавр — его основной соперник в борьбе за пропитание. А небольшие плотоядные ругопсы оказываются более способными к выживанию в данной среде, чем два предыдущих хищника. Спинозавры обитают возле рек, где много рыбы и растительноядных динозавров, но когда они пересыхают, им нечем питаться. Ведь травоядные находят новые пастбища. Кархародонтозавру, конечно, легче в этой среде.
Показанные животные:
- Спинозавр
- Уранозавр
- Доисторический крокодил
- Онхопристис
- Ругопс
- Кархародонтозавр
- Саркозух
- Аланка

### Пернатые драконы (Feathered Dragons)
154 миллиона лет назад, поздний Юрский период, Китай.
85 миллионов лет назад, поздний Меловой период, Монголия.
120 миллионов лет назад, ранний Меловой период, Китай.
Подробно об оперённых динозаврах.
Показанные животные:
- Эпидексиптерикс
- Доисторический жук
- Заурорнитоидес
- Овираптор
- Гигантораптор
- Микрораптор
- Сянлун
- Синорнитозавр
- Джехолозавр
- Синраптор

### Последние убийцы (Last Killers)
75 миллионов лет назад, поздний Меловой период, США.
75 миллионов лет назад, поздний Меловой период, Канада.
70 миллионов лет назад, поздний Меловой период, Мадагаскар.
О последних хищных динозаврах: тираннозавридах и т. д. Также говорится о самом умном динозавре — троодоне (обычном и аляскинском).
Показанные животные:
- Дасплетозавр
- Хасмозавр
- Троодон
- Эдмонтозавр
- Майюнгазавр
- Рахонавис
- Центрозавр
- Доисторический крокодил
- Рапетозавр (его едят Майюнгазавры и Рахонависы)

### Борьба за жизнь (Fight for Life)
150 миллионов лет назад, поздний Юрский период, Швейцария.
150 миллионов лет назад, поздний Юрский период, США.
Юрский плиозавр («Хищник Х») наводит страх на европейские моря. Тем временем то же самое происходит на североамериканской суше по вине аллозавра. У камптозавров был симбиоз со стегозаврами. Первые следили за обстановкой, а вторые защищали стадо своими мощными шипами на хвосте. Аллозавр решается атаковать это стадо, но терпит поражение. Он находит двух камптозавров и поедает одного из них, но более крупный заурофаганакс отнимает у него добычу. А в доисторической Швейцарии «Хищник Х» охотится на киммерозавров, но на мелководье они всегда спасаются, благодаря размерам первого.
Показанные животные:
- Аммонит
- Скватина
- Киммерозавр
- Рыба (доист.)
- «Predator X» (Pliosaurus funkei)
- Стегозавр
- Камптозавр
- Кеподактиль
- Аллозавр
- Заурофаганакс

### Новые гиганты (New Giants)
95 миллионов лет назад, средний Меловой период, Аргентина.
95 миллионов лет назад, средний Меловой период, Марокко.
О крупнейших доисторических животных мезозоя.
Показанные животные:
- Аргентинозавр
- Неопознанный птерозавр из семейства чаояноптерид
- Скорпиовенатор
- Гаспаринизаура или Нотогипсилофодон (завязает в следе аргентинозавра)
- Мапузавр
- Паралититан
- Доисторический крокодил
- Саркозух
- Кархародонтозавр
- Уранозавр

### Мастера выживания (The Great Survivors)
65 миллионов лет назад, поздний Меловой период, Румыния.
92 миллиона лет назад, поздний Меловой период, США.
85 миллионов лет назад, поздний Меловой период, Монголия.
О динозаврах, мастерски приспособленных к выживанию.
Показанные животные:
- Bradycneme (Брадикнем, но напоминает пирораптора)[источник не указан 1285 дней]
- Мадьярозавр
- Ящерица (доист.)
- Аждрако
- Хатцегоптерикс
- Зунитиран
- Нотроних
- Овираптор
- Алектрозавр
- Гигантораптор
- В 2012 году сериал был переделан в полнометражный фильм «Planet dinosaur ultimate killers» в 3D. Серии были представлены в другом порядке, добавлено падение метеорита, но эпизоды с эдмонтозаврами, киммерозаврами и гиганторапторами не были включены, как и вся серия «новые гиганты».[источник не указан 1445 дней]
- Мадьярозавра часто ошибочно называют магиарозавром из-за венгерского варианта написания (Magyarosaurus).[источник не указан 1445 дней]
- Все эпизоды сериала происходят в юрском или меловом периоде.[источник не указан 1445 дней]